# Lam Thành, Nghệ An
Lam Thành là một xã thuộc tỉnh Nghệ An, Việt Nam. Xã được hình thành trên cơ sở sáp nhập các xã Châu Nhân, Hưng Nghĩa, Hưng Thành và Phúc Lợi của huyện Hưng Nguyên trong đợt Sáp nhập tỉnh thành Việt Nam 2025.

## Địa lý
Xã Lam Thành có vị trí địa lý:
- Phía Đông giáp Sông Lam và tỉnh Hà Tĩnh
- Phía Nam giáp sông Lam và tỉnh Hà Tĩnh
- Phía Tây giáp xã Hưng Nguyên Nam
- Phía Bắc giáp xã Hưng Nguyên và phường Trường Vinh

Xã Lam Thành có diện tích tự nhiên 39,67 km2.

## Hành chính và tên gọi
Xã Lam Thành được thành lập theo Nghị quyết số 1678/NQ-UBTVQH15 của Ủy ban Thường vụ Quốc hội Việt Nam, ban hành ngày 16 tháng 6 năm 2025. Theo đó, sắp xếp toàn bộ diện tích tự nhiên, quy mô dân số của các xã Châu Nhân, Hưng Nghĩa, Hưng Thành và Phúc Lợi thuộc huyện Hưng Nguyên trước đây thành một xã mới có tên gọi là xã Lam Thành.
Trước đó, theo Đề án sắp xếp đơn vị hành chính cấp xã tỉnh Nghệ An, xã này là xã Hưng Nguyên 4.
Sau sắp xếp xã có diện tích tự nhiên: 39,67 km2, quy mô dân số: 31.247 người.